# Eduard Reichenow
Johann Eduard Reichenow (Berlín, 7 de julio de 1883 - Wuppertal, 23 de marzo de 1960) fue un botánico, taxónomo, protozoólogo alemán.

## Biografía
Berlinés, era hijo del ornitólogo Eugen Georg Anton Reichenow y de su esposa Charlotte Olympia Marie Cabanis. Era nieto materno del ornitólogo Jean Louis Cabanis. De 1904 a 1908 estudió ciencias naturales en las universidades de Heidelberg, Berlín y Múnich, donde obtuvo el doctorado.
Después de trabajar como asistente de Richard von Hertwig Reichenow fue en 1908 como asistente científico en la Oficina de Salud Imperial de Protozoología. Al servicio de la Reichskolonialamt exploró en un hospital de Camerún la biología del tripanosomiasis africana y descubrió en monos parásitos de la malaria que son morfológicamente idénticas a las de los humanos.
De 1921 a 1953 dirigió el Departamento de Protozoos del Instituto Tropical de Hamburgo. En julio de 1921, obtuvo el título de profesor de zoología en la Universidad de Hamburgo. Fue editor de la Revista de Medicina Tropical de la Zentralblatt de Bacteriología y el Diario de los parásitos de la malaria. En noviembre de 1933 fue uno de los firmantes del compromiso de los profesores en las universidades alemanas y colegios hacia Adolfo Hitler y el Estado Nacional Socialista.

## Algunas publicaciones
- Entrichomastix lacertae en la sangre y en ácaros hematófagos. Ed. Nicolás Moya, 21 p. 1919

- Los Hemococcidios de los Lacértidos, observaciones previas. Museo Nacional de Ciencias Naturales, Madrid. Trabajos, &c. Serie Zoológico, N.º 40, 153 p. 1920
- con Franz Theodor Doflein. Lehrbuch der Protozoenkunde; eine Darstellung der Naturgeschichte der Protozoen mit besonderer Berücksichtigung der parasitischen und pathogenen Formen, 5ª ed. Gustav Fischer, 1928

- Sobre la existencia de la enfermedad de Chagas en Guatemala. Publicaciones de la Dirección de Sanidad Pública, Guatemala. Ed. Tipogr. Nacional, 24 p. 1933

- Grundriss der Protozoologie für Ärzte und Tierärzte, J.A. Barth, Leipzig 1943

- Leitfaden zur Untersuchung der tierischen Parasiten des Menschen und der Haustiere. Con Hans Vogel, Fritz Weyer, W. Minning. 4ª ed. de J.A. Barth, 418 p. 1969

## Literatura
- Gottlieb Olpp (ed.) Hervorragende Tropenärzte in Wort und Bild, Múnich 1932, p. 341.

- Wilhelm Deubner (ed.) Geschichte der Landsmannschaft Zaringia, Hersbruck 1960, p. 182 ff.

- A. Hase. Prof. Dr. phil. Dr. h.c. Eduard Reichenow zum Gedächtnis, en: Zeitschrift für Parasitenkunde 2 1960, p. 135 ff.

## Honores
- 1957: doctor honoris causa por la Universidad de Granada.

### Eponimia
- 1984: Medalla Eduard Reichenow, la Sociedad Alemana de protozoología la otorga a personalidades que hayan prestado servicios destacados a la promoción de protozoología.
- La abreviatura «Reichenow» se emplea para indicar a Eduard Reichenow como autoridad en la descripción y clasificación científica de los vegetales.[3]